# Musikjahr 1429
Liste der Musikjahre

◄◄ | ◄ | 1425 | 1426 | 1427 | 1428 | Musikjahr 1429

Weitere Ereignisse
Dieser Artikel behandelt das Musikjahr 1429.

## Ereignisse

### Heiliges Römisches Reich

#### Herzogtum Mailand
- Der Augustinermönch und Komponist Beltrame Feragut ist vom 1. Juli 1425 bis Ende Mai 1430 am Dom zu Mailand als tenorista tätig. Bis 1428 wird er als „Dominus“ bezeichnet, von 1429 bis 1430 als „Presbiter“. Spätestens im Jahr 1429 wird er zum Priester geweiht.[1][2]

#### Herzogtum Österreich
- Der deutsche Benediktiner, Theologe, Prediger und Musiktheoretiker Johannes Keck, der 1428 seinen Magister artium an der Universität Wien gemacht hat, lehrt hier von 1429 bis 1431 Artes liberales und Philosophie und studiert Theologie.[3][4]

### Herzogtum Burgund

#### Grafschaft Flandern
- Der südniederländische Komponist Jacobus de Clibano ist von 1429 bis 1433 als Succentor an der Sint-Donaaskathedraal in Brügge tätig.[5]
- Der Komponist Jacobus Coutreman ist von 1417 bis 1422 sowie von 1427 bis 1429 an der Sint-Donaaskathedraal in Brügge als Sänger, Succentor, Organist and Schreiber tätig.[6][7]

### Italienische Staaten

#### Herzogtum Ferrara
- Der italienische Komponist und Musiktheoretiker Ugolino de Orvieto, der seit 1427 Bischofsvikar in Rom ist, wird am 12. Oktober 1429 zum Kanoniker der Kathedrale von Ferrara gewählt. Er lebt jedoch im November 1429 noch in Forli. Sein ständiger Wohnsitz in Ferrara ist erst ab März 1431 dokumentiert.[8]

#### Kirchenstaat
- Der flämische Komponist, Sänger und Musiktheoretiker Guillaume Dufay ist ab Dezember 1428 Mitglied der päpstlichen Kapelle in Rom. Diese Position bekleidet er mit einer zweijährigen Unterbrechung bis Mai 1437.[9][10]
- Der Sänger und Priester Johannes Vincenet ist von 1425 bis 1429 in der päpstlichen Kapelle tätig.[11]

### Königreich England
- Der englische Komponist John Dunstable ist vermutlich seit 1427 canonicus und musicus in Diensten des Herzogs von Bedford, der nach dem Tod seines Bruders, König Heinrichs V., von 1422 bis 1435 Regent von Frankreich ist. Gleichzeitig dürfte er von 1427 bis 1436 auch im Dienste der Königin Johanna von Navarra gestanden haben.

### Königreich Frankreich
- Der französische Theologe, Mystiker und ehemalige Kanzler der Pariser Sorbonne Jean Gerson, der sich in seinen Werken De canticorum originali ratione und Tres tractatus de canticis mit der spirituellen Bedeutung von Musik auseinandersetzte[12], lebt von 1419 bis zu seinem Tod am 12. Juli 1429 in Lyon, wo er im Cölestinerkloster für den Jugendunterricht tätig ist.

### Krone von Aragón
- Der spanische Komponist Johannes Cornago bittet zwischen 1420 und 1429 um Benefizien von Papst Martin V. und erhält seine musikalische Ausbildung an der Kathedrale von Tarazona.[13]

- Gacian Reyneau ist von 1398 bis 1429 in der königlichen Kapelle in Barcelona tätig.[14]

## Kompositionen und Schriften
- Gilles Binchois[15]
  - Domitor Hectoris Paride, möglicherweise 1929
  - Kyrie ‘in simplici die’, möglicherweise 1929

## Geboren

### Genaues Geburtsdatum unbekannt
- Joannes Plousiadenos, kretischer Komponist († 1500)[16]

### Geboren um 1429
- Arnoul Greban, französischer Autor, Theologe, Sänger, Organist und Dramaturg († 1485)[17][18]

## Gestorben

### Todesdatum gesichert
- 12. Juli: Jean Gerson, französischer Theologe, Mystiker und Kanzler der Pariser Sorbonne (* 1363)[19][20]

### Gestorben um 1429
- Gacian Reyneau, französischer Komponist (* um 1370)[21]